# Лёгкая атлетика на летних Олимпийских играх 1896 — прыжки в высоту
Соревнования по прыжкам в высоту среди мужчин на летних Олимпийских играх 1896 прошли 10 апреля. Приняли участие пять спортсменов из трёх стран.

## Призёры
| Золото           | Серебро             | Бронза |
| Эллери Кларк США | Джеймс Коннолли США | —      |
| Эллери Кларк США | Роберт Гарретт США  | —      |

## Соревнование
| Место | Спортсмен            | Результат |
| ----- | -------------------- | --------- |
| 1     | Эллери Кларк (USA)   | 1,81 м OR |
| 2     | Джеймс Конноли (USA) | 1,65 м    |
| 2     | Роберт Гарретт (USA) | 1,65 м    |
| 4     | Хенрик Шёберг (SWE)  | 1,62 м    |
| 5     | Фриц Гофман (GER)    | 1,62 м    |

## [1]Ссылки
- Официальный протокол игр Архивная копия от 16 января 2013 на Wayback Machine (англ.)
- Результаты соревнований (пол.)